# U23 (sport)
U23 is een leeftijdsklasse in verschillende takken van sporten. U23 staat voor under 23, Engels voor onder de 23. 

## Atletiek
In de atletiek zijn internationaal U23-kampioenschappen ingevoerd om het gat te dichten tussen de junioren (U20) en de senioren. Getalenteerde atleten die bij de juniorenkampioenschappen in de prijzen vielen, moeten bij de senioren vaak nog jaren doorgroeien vooraleer ze zich met de top kunnen meten. Om ze de motivatie niet te laten verliezen is de U23-categorie ingevoerd. De Europese U23-kampioenschappen worden om de twee jaar georganiseerd sinds 1997; het derde kampioenschap werd in 2001 in Nederland gehouden in het Olympisch stadion te Amsterdam.
In Nederland zijn er geen nationale U23-kampioenschappen, wel worden voor deze categorie nationale records bijgehouden. In België worden er wel nationale kampioenschappen georganiseerd voor deze categorie. In Nederland wordt de atleten in de U23-categorie neo-senioren genoemd. In Vlaanderen spreken ze van beloften (en in Wallonië espoirs).

## Korfbal
Sinds 2001 worden om de vier jaar wereldkampioenschappen korfbal U23 georganiseerd door de  International Korfball Federation (IKF).

## Roeien
In de roeisport werden voor het eerst in 1976 de Junior Kampioenschappen georganiseerd voor -23-jarigen, die voorheen geklasseerd werden als Senior B. In 2002 werd de benaming gewijzigd in Wereldregatta roeien U23 en in 2005 werd dat het Wereldkampioenschap roeien U23.

## Schaatsen
In het marathonschaatsen worden met neo-senioren de rijders bedoeld die voor 1 juli voorafgaande aan het betreffende schaatsseizoen de 23-jarige leeftijd nog niet hebben bereikt. In landelijke wedstrijden worden deze rijders geklasseerd in een zogenaamd jongerenklassement. Sinds het seizoen 2014-2015 wordt tevens een NK neo-senioren verreden.

## Triatlon
De International Triathlon Union (ITU) richt aparte kampioenschappen in voor U23 sinds 2001. Bij het begin van het seizoen 2009 werd door de ITU ook een aparte U23-ranking gelanceerd. De punten daarvoor worden behaald door de atleten van onder de 23 jaar tijdens hun deelnames aan de diverse internationale triatlonwedstrijden. 

## Voetbal
Voetbal kent de leeftijdsklasse U23. Zo mogen op de Olympische Spelen alleen spelers onder de 23 jaar meedoen (op drie dispensatiespelers na). Er is echter geen Europees of wereldkampioenschap voetbal voor deze klasse. Wel is er een Europees kampioenschap voetbal onder 21, waaraan spelers tot 23 jaar mogen deelnemen, mits ze 21 waren bij het begin van de kwalificatiereeks.

## Wielrennen
In de wielersport komt de leeftijdsklasse U23 veel voor. Dit is omdat wielrenners vaak pas hun top bereiken in de tweede helft van hun twintiger jaren, het gat tussen de wereldtop bij junioren en senioren is dus groot. Er zijn dan ook veel wedstrijden voor deze klasse. De belangrijkste wedstrijden voor renners onder de 23 jaar zijn gebundeld in de UCI Nations Cup U23. Hiertoe behoren onder meer de U23-edities van de klassiekers Luik-Bastenaken-Luik en de Ronde van Vlaanderen. De competitie wordt verreden met landenteams.